# Elena Orjabinskaja
Elena Sergeevna Orjabinskaja ((in russo Елена Сергеевна Орябинская?, traslitterato anche come Elena Oriabinskaia o Yelena Oryabinskaya); Sal'sk, 15 marzo 1994) è una canottiera russa.
In coppia con Vasilisa Stepanova ha vinto la medaglia d'argento nel 2 senza femminile ai Giochi Olimpici di Tokyo 2020.

## Biografia
Elena Orjabinskaja è nata il 15 marzo 1994 a Sal'sk, nell'oblast' di Rostov. Da giovane ha praticato basket e pallavolo, e ha iniziato a interessarsi al canottaggio nel 2010, dopo che una allenatrice era andata nella sua scuola alla ricerca di ragazze potenzialmente interessate a tale sport.
Dopo alcune competizioni minori a Rostov, si è trasferita a San Pietroburgo per allenarsi con Viktor Vladimirovich Rudakovich, in particolare nelle specialità quattro di coppia e otto con timoniere. A San Pietroburgo ha frequentato l'Università statale di cultura fisica, sport e salute P.F. Lesgaft.
Nel 2013 ha partecipato nel quattro di coppia ai Campionati europei di canottaggio di Siviglia, in Spagna, dove l'equipaggio russo è arrivato alla finale B. L'anno successivo ha partecipato ai Campionati mondiali U23 nel singolo femminile, senza riuscire a raggiungere la finale.
Nel 2015 ai Campionati mondiali under 23 con l'otto russo femminile ha conquistato la medaglia d'argento e nel 2016 ha vinto la medaglia di bronzo sia ai Campionati europei a Brandeburgo sia ai mondiale U23, sempre nella specialità dell'otto.
Nel 2016 avrebbe dovuto fare parte dell'equipaggio dell'otto russo alle Olimpiadi di Rio, ma a causa del doping di Stato diversi atleti russi sono stai esclusi dalla partecipazione ai giochi. In particolare Orjabinskaja non è stata ammessa a causa del numero insufficiente di test antidoping internazionali effettuati negli anni precedenti.
Nel 2017 l'equipaggio dell'otto russo ha confermato la medaglia di bronzo dell'anno precedente ai Campionati europei e Orjabinskaja ha conquistato anche la medaglia di bronzo nel quattro senza ai Campionati del mondo di Sarasota.
Nel 2018, sempre nel quattro senza, ha vinto l'oro ai Campionati europei di canottaggio 2018 e il bronzo ai Campionati del mondo.
Nel 2019 ha fatto parte dell'equipaggio dell'otto che ha vinto il bronzo ai Campionati europei, mentre ai Campionato mondiali la barca russa ha raggiunto la finale B. Nel 2020 il quattro con non ha raggiunto al finale ai Campionati europei, mentre i mondiali sono stati annullati a causa della pandemia del covid-19.
Nel 2021, dopo aver vinto a maggio la regata di qualificazione per i Giochi olimpici di Tokyo nella specialità del due senza, ha fatto parte della delegazione del Comitato olimpico russo alle Olimpiadi di Tokyo, vincendo la medaglia d'argento del due senza in coppia con Vasilisa Stepanova.

## Palmarès
- Giochi olimpici

Tokyo 2020: argento nel due senza femminile;
- Mondiali

Sarasota 2017: bronzo nel quattro senza;
Plovdiv 2017: bronzo nel quattro senza;
- Europei

Brandeburgo 2016: bronzo nell'otto con;
Račice 2017: bronzo nell'otto con
Glasgow 2018: oro nel quattro senza;
Lucerna 2018: bronzo nell'otto;
- Mondiali U23

Plovdiv 2015: argento nell'otto con;
Rotterdam 2016: bronzo nell'otto con